# Technophone

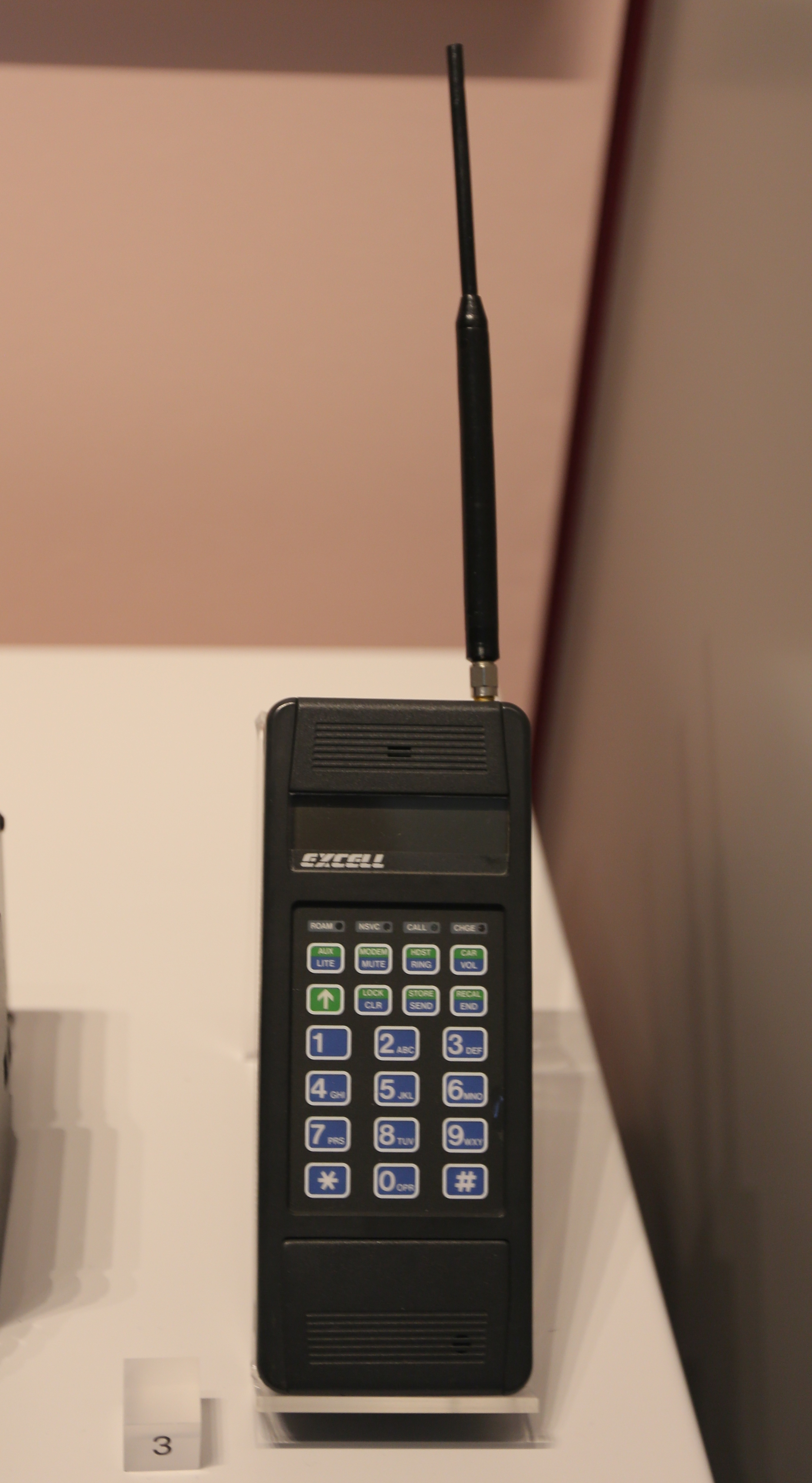
Technophone Excel PC105T

Technophone war ein britisches Technologieunternehmen aus Camberley, das 1985 mit dem Excell PC105 das damals kleinste Mobiltelefon der Welt anbot.
Das Excell PC105 wog etwas über 500 g und passte erstmals in eine Jackentasche (wenn man von der Antenne absieht). Erreicht wurde dies durch oberflächenmontierte Bauteile, von denen viele selbst entwickelt wurden, sowie durch Leiterplatten mit acht, später 12 stromführenden Schichten; beides stellte damals den höchsten Stand der technischen Entwicklung dar. Die von der Konkurrenz angebotenen Modelle der Vorgängergeneration, wie das Motorola DynaTAC, war bedeutend unhandlicher.
Technophone erreichte hohe Marktanteile (in einem damals überschaubaren Markt) und war so einflussreich, dass beispielsweise SEL sein 1988 auf den Markt gebrachtes Modell Pocky als „Handheld-Technophon“ vorstellte. Technophone wurde 1991 für 50 Millionen britische Pfund von Nokia aufgekauft, das die Marke „Technophone“ noch Mitte der 1990er Jahre verwendete.